# 贝宁城
贝宁城（英語：Benin City）是尼日利亚南部埃多州的一座城市，位于贝宁河畔，2015年人口1,495,800。该城是尼日利亚的橡胶工业中心，但种植用于生产棕榈油的油棕仍是重要的传统工业。
貝南城並不位於今日貝南共和國境內。貝南共和國是由貝南帝國西部的达荷美王国逐漸演變而來。貝南城則位於如今的尼日利亚境內。市内有贝宁王宫、贝宁城国家博物馆等名胜:968。

## 历史
贝宁城约在公元10世纪建立，曾作为繁盛于14－17世纪的贝宁王国的首都。1485年葡萄牙人到达后，贝宁通过与欧洲人的奴隶交易以及出口热带产品富裕起来。贝宁城与贝宁王国在17世纪开始衰落，但在19世纪又因为棕榈制品的出口得以复苏。为了保持王国的独立，贝宁王国统治者逐步禁止货物出口，最终该国的出口物只剩下棕榈油。1897年2月17日，贝宁城被英国占领。在一次军事行动中，哈里·罗森海军上将率领1,200个士兵征服并烧毁该城。当年被掠夺的艺术品今天在世界各地的博物馆展出。